# Donald Hamilton
Pour les articles homonymes, voir Hamilton.
Donald Hamilton, né le 24 mars 1916 à Uppsala en Suède et mort le 20 novembre 2006 à Visby en Suède, est un écrivain américain de roman d'espionnage, de roman policier et de western.

## Biographie
Arrivé aux États-Unis à l'âge de huit ans avec son père, un comte suédois ayant renoncé à son titre quand il a émigré, Donald Hamilton est diplômé de l'université de Chicago en 1938. Il sert dans la marine pendant la Seconde Guerre mondiale.
Il commence une carrière d'écrivain en 1947 avec la publication d'un roman policier, Date with Darkness. Il écrit également plusieurs westerns, dont The Big Country, roman qui sera adapté au cinéma en 1958 par William Wyler sous le titre Les Grands Espaces, avec Gregory Peck, Jean Simmons et Carroll Baker.
Devant le succès des romans de Ian Fleming avec James Bond, il abandonne le genre policier pour écrire des romans d’espionnage. En 1960, il crée le personnage de Matt Helm, agent des services secrets que l'on retrouve dans vingt-sept romans jusqu'en 1993. Deux des romans de la série, The Retaliators et The Terrorizers, ont été nommés en 1977 et 1978 pour le prix Edgar-Allan-Poe du meilleur roman. Au cinéma, Matt Helm a été interprété à quatre reprises par Dean Martin et, dans la série télévisée Matt Helm, c'est Anthony Franciosa qui incarne le rôle-titre.
Donald Hamilton passe les dernières années de sa vie dans son pays natal.

## Œuvre

### Romans
- Date with Darkness, 1947
- The Steel Mirror, 1948
- Rough Company, 1954
- Night Walker, 1954
  - La Nuit la plus longue, Série noire no 745, 1962
- Smoky Valley, 1954
- Line of Fire, 1955
- Mad River, 1956
  - L'Indésirable, collection Galop no 21, Dupuis, 1967
- The Big Country, 1957
  - Les Grands Espaces, Point rouge, Hachette, 1972
- Texas Fever, 1961
- Donald Hamilton on Guns and Hunting, 1970
- The Mona Intercep, 1980

### Série Matt Helm
- Death of a Citizen, 1960
  - Le Signal de détresse, Série noire no 625, 1961
- The Wrecking Crew, 1960
  - Perds pas le nord !, Série noire no 666, 1961
- The Removers, 1961
  - Les Bousilleurs, Série noire no 715, 1962
- The Silencers, 1962
  - Matt Helm décontracté, Série noire no 1029, 1966
- Murderer's Row, 1962
  - Quai des Bons-Enfants, Série noire no 811, 1963
- The Ambushers, 1963
  - Les Traqueurs, Série noire no 933, 1965
- The Shadowers, 1964
  - Les Indécollables, Série noire no 903, 1964
- The Ravagers, 1964
  - Les Ravageurs, Série noire no 941, 1965
- The Devastators, 1965
  - Matt Helm et la mort noire, Série noire no 1056, 1966
- The Betrayers, 1966
  - Matt Helm sans guitare, Série noire no 1156, 1967
- The Menacers, 1968
- The Interlopers, 1969
- The Poisoners, 1971
  - Tu nous empoisonnes, Série noire no 1455, 1971
- The Intriguers, 1973
- The Intimidators, 1974
- The Terminators, 1975
- The Retaliators, 1976
- The Terrorizers, 1977
- The Revengers, 1982
- The Annihilators, 1983
- The Infiltrators, 1984
- The Detonators, 1985
- The Vanishers, 1986
- The Demolishers, 1987
- The Frighteners, 1989
- The Threateners, 1992
- The Dannagers, 1993

### Nouvelle
- Throwback
  - Après le déluge, Suspense no 11, février 1957, rééditée sous le titre Recul dans le recueil Histoires de paumés, Pocket no 3229, 1989

## Filmographie

### Adaptations
- 1955 : Le Souffle de la violence, adaptation de Smoky Valley réalisée par Rudolph Maté
- 1957 : Le Miroir au secret, adaptation de The Steel Mirror réalisée par Henry S. Kesler
- 1958 : Les Grands Espaces, adaptation de The Big Country réalisée par William Wyler
- 1966 : Matt Helm, agent très spécial, adaptation de Death of a Citizen et The Silencers réalisée par Phil Karlson
- 1966 : Bien joué Matt Helm, adaptation réalisée par Henry Levin
- 1967 : Matt Helm traqué, adaptation de The Ambushers réalisée par Henry Levin
- 1968 : Matt Helm règle son comte (The Wrecking Crew), adaptation de The Wrecking Crew, scénario de William P. McGivern, réalisée par Phil Karlson
- 1975 - 1976 : Quatorze épisodes de la série télévisée Matt Helm

## Sources
- Claude Mesplède et Jean-Jacques Schleret, SN, voyage au bout de la Noire : inventaire de 732 auteurs et de leurs œuvres publiés en séries Noire et Blème : suivi d'une filmographie complète, Paris, Futuropolis, 1982, 476 p. (OCLC 11972030), p. 173-174.
- Claude Mesplède (dir.), Dictionnaire des littératures policières, vol. 2 : J - Z, Nantes, Joseph K, coll. « Temps noir », 2007, 1086 p. (ISBN 978-2-910686-45-1, OCLC 315873361), p. 921 et 952-953 (Matt Helm).
- Claude Mesplède, Les années "Série noire" : bibliographie critique d'une collection policière, vol. 2 : 1959-1966, Amiens, Editions Encrage, coll. « Travaux » (no 17), 1993 (ISBN 978-2-906389-43-4).
- Claude Mesplède, Les années "Série noire" : bibliographie critique d'une collection policière, vol. 3 : 1966-1972, Amiens, Editions Encrage, coll. « Travaux / 22 », 1994 (ISBN 978-2-906389-53-3).